# Rolf Widerøe
Rolf Widerøe (11 de julho de 1902 — 11 de outubro de 1996) foi um físico norueguês que criou muitos conceitos da aceleração de partículas, incluindo o acelerador de ressonância e o acelerador betatron.

## Honras
- Doutor Honoris Causa-RWTH Aachen (1962)
- Médico Doutor Honorário da Universidade de Zurique (1964)
- Medalha Röntgen (1969)
- Prêmio Röntgen (1972)
- Medalha de Ouro JRC (1973)
- Prêmio Robert R. Wilson da APS (1992)

## Associações
- Academia Norueguesa de Literatura e Ciências
- American Physical Society
- American Radium Society
- British Institute of Radiology
- Society of Nuclear Medicine and Molecular Imaging